# Will Haven
Will Haven is een Amerikaanse band uit Sacramento (Californië). De band speelt een combinatie van metal en hardcore. Kenmerkend voor hun geluid is een sterk gevoel voor ritme en een duistere, donkere sfeer.

## Geschiedenis
Will Haven is opgericht in 1995 uit de band SOCK (gitarist in die band, Shaun Lopez, ging verder met zijn andere band, Far). Jeff Irwin verruilde zijn drumkit voor een gitaar en Wayne Morse net andersom. De naam is afkomstig van een personage dat de band verzon. Hetzelfde jaar verscheen een demo en een jaar later hun eerste ep.
Gedurende deze eerste periode draagt Grady bij aan het nummer 9 Miles en Do They Know It's Christmas?, beide bij Far, en de laatste met samenwerking van Chino Moreno van de Deftones.
In 1997 komt hun eerste volledige plaat uit; El Diablo. Het wordt gemixt Eric Stenman (die de twee daaropvolgende albums ook zou mixen) en uitgebracht door Revelation Records. Dit album zorgt voor een groep trouwe fans en shows en tours met onder andere: de Beastie Boys, Earth Crisis en Deftones. Deze laatste steunt de band enorm. De leden van Will Haven duiken ook op in de Deftones-videoclip voor hun single Bored.
In 1999 brengt de band het tweede album uit; WHVN (een afkorting van de bandnaam). Het album is voorlopig de meest zware en het meest donkerste album tot nu toe. Op het album is een gastbijdrage te horen van Jeff Jaworski van de punkband Red Tape in het nummer naar hem vernoemd, Jaworksi. Het nummer Slopez is vernoemd naar Shaun Lopez.

De band toert in binnen,- en buitenland met bands als Deftones en Tura Santana.
De band covert het nummer The Regulator van de Bad Brains voor een tributealbum Never Give In; A Tribute To The Bad Brains.
In 2000 verlaat Wayne Morse de band. Uiteindelijk wordt Mitch Wheeler de nieuwe drummer. Grady Avenell doet mee in het nummer Pain van Soulfly (op hun tweede album Primive) samen met Chino Moreno. De band brengt The Best Song demo uit.
In 2001 komt hun derde album uit. Carpe Diem zorgt voor een doorbraak en de band toert in de Verenigde Staten, Engeland, Australië (met de Vans Warped Tour) en Japan.
Na het vele toeren besloot Grady dat het tijd was te vertrekken en richtte zich op zijn familie en ging weer aan de studie, en de band stopte ermee. In januari 2003 speelden zij hun laatste show in de Capitol Garage in Sacramento voor een grote schare fans van over de hele wereld. De show is opgenomen en toegevoegd aan de dvd die al in de maak was; (Foreign Films).
De overgebleven leden bleven echter muziek maken in bands als Ghostride, Death Valley High en hielpen The Abominable Iron Sloth.
In 2005 besluit Grady terug te keren. Will Haven keerde terug en gedurende een serie van lange gesprekken wordt besloten wat de toekomst wordt; de band gaat er vol voor, in ieder geval zolang Grady voor zijn gezin kan blijven zorgen.
Gitarist Cayle Hunter heeft het team versterkt. Hij speelde ook al gitaar in Ghostride en drums in Oddman.
In 2006 is de band begonnen met nieuwe opnames en heeft de band een aantal shows in Sacramento en een tour met Crowbar door Engeland gedaan. Er waren plannen voor tours door Europe, Australië en een zomertour door de VS met Deftones, maar die zijn er nog niet van gekomen. De opnames zouden leiden tot een nieuw album. In dat jaar verlaat gitarist Cayle Hunter de band (ook The Abominable Iron Sloth en Ghostride) om zich te concentreren op zijn nieuwe band Armed For Apocalypse. Lance Jackman van Eightfourseven speelt nu tweede gitaar (hoewel onofficieel)
In 2007 wordt bekend dat hun nieuwe album The Hierophant gaat heten, en dat Chino Moreno van de Deftones en Shaun Lopez (voorheen van Far) mee werken aan de productie van de plaat. Van de tot nu toe online verschenen demo's komen er een of twee op het album te staan. Het nummer Handlerbars To Freedom op een compilatie van het Australische platenlabel Static Migration Records komen te staan.
Maar tijdens een show in Los Angeles op 18 februari dat jaar wordt ook de bekend dat zanger Grady Avenell niet langer op het podium gaat staan. Hij zal deel uit blijven maken van de band en meewerken aan de nieuwe plaat, maar kan niet langer mee op tour. Dat is om dezelfde reden als toen hij de band geheel verliet; om voor zijn gezin te zorgen.
De band wil verder, de nieuwe plaat promoten, en daarom zal Jeff Jaworski tijdens de aankomende tours, waaronder die met de Deftones in maart en april, de vocalen op zich nemen.
Ook op het album, wat intussen is opgenomen en gemixt, klinkt de stem van Jeff Jaworksi. Voor nummers waarbij Grady nog teksten had, heeft Jeff zijn structuur aangehouden.
Het album komt op 18 juni in Europa uit en op 19 juni in de Verenigde Staten. Op de My Space site van de band zijn de eerste single Helena en het nummer Sammy Davis Jr´s One Good Eye te horen.

## Bezetting
- Jeff Irwin - gitarist
- Mike Martin - bassist
- Mitch Wheeler - drummer
- Lance Jackman - gitarist
- Jeff Jaworski - zanger

Voormalige leden:
- Grady Avenell - zanger (1995-2007)
- Cayle Hunter - gitarist (2005-2006)
- Chris Robeyn - drummer (2000)
- Dave Hulse - drummer (2000-2001)
- Wayne Morse - drummer (1995-2000)

## Discografie

### Albums
- 2007 The Hierophant
- 2001 Carpe Diem
- 1999 WHVN
- 1997 El Diablo

### Ep's
- 2003 Will Haven EP (remastered)
- 2000 The Best Song On Here demo
- 1996 Will Haven EP
- 1995 Will Haven demo

### Singles
- 2001 Carpe Diem single

### Dvd
- 2003 Foreign Films

### Gastbijdrage / Rest
- 2000 Soulfly Primitive (Grady doet mee op Pain samen met Chino van de Deftones)
- 2000 De demo voor het nummer Miguel.. getiteld Best One of The Best Song On Here staat om een compilatiealbum van Revelation Records: Revelation 100: 15 Year Retrospective Of Rare Recordings.
- 1995 Far The Bands That Stole Christmas (Grady werkt mee op Do They Know It's Christmas? samen met Chino van de Deftones)
- 1995 Far (Grady doet mee op 9 Miles)